# La Travestie
Pour plus de détails, voir Fiche technique et Distribution.
La Travestie est un film français réalisé par Yves Boisset en 1988 adapté du roman homonyme de Alain Roger.

## Synopsis
Nicole Armingault fait croire à ses trois amants qu'elle est enceinte. Après que ceux-ci lui ont donné l'argent nécessaire pour se faire avorter, elle dévalise son avocat puis devient travestie à Paris.

## Fiche technique
- Titre original : La Travestie
- Réalisation : Yves Boisset
- Scénario : Yves Boisset, Robert Geoffrion, Al James et Alain Scoff d'après le roman de Alain Roger
- Production : Alain Sarde, Pierre Grimblat et Danièle J. Suissa
- Musique : Philippe Sarde et François Dompierre
- Directeur de la photographie : Yves Dahan
- Genre : comédie dramatique
- Durée : 107 min
- Pays :  France
- Année : 1988

## Distribution
- Zabou Breitman (créditée sous le nom de Zabou) : Nicole Armingault
- Anna Galiena : Myriam alias Solange
- Valérie Steffen : Anne-Marie
- Yves Afonso : Alain
- Christine Pascal : Christine
- Gilles Gaston-Dreyfus : un client
- Denise Péron : la mère de Myriam / Solange
- Odile Schmitt : Jackie
- Philippe Bruneau : le premier amant
- Jacky Pratoussy : le deuxième amant
- André Julien : le troisième amant
- Agnès Gattegno : le médecin
- Muriel Mezel : l'infirmière
- Norbert Haberlick : un policier
- Bernard Farcy : le hollandais
- Julien Bukowski
- Yves Boisset (caméo)